# Крапивница слитнопятнистая
Крапивница слитнопятнистая, или крапивница островная (лат. Aglais connexa) — дневная бабочка из семейства Нимфалиды (Nymphalidae), вид рода лат. Aglais.

## Описание
Длина переднего крыла 21—27 мм. Внешний край крыльев зубчатый, каждое крыло имеет один резкий выступ. Самцы по окраске мало отличаются от самок. Крылья сверху кирпично-красные, с рядом крупных чёрных пятен, у костального края разделённых жёлтыми промежутками; у вершины переднего крыла небольшое белое пятно. Прикорневая половина заднего крыла коричнево-бурая, внешняя — кирпично-красная, между этими участками резкая граница. По внешнему краю крыльев расположен ряд голубых пятен полулунной формы. Нижняя поверхность крыльев коричнево-бурая. На нижней стороне задних крыльев чёрная линия, отделяющая темное базовое поле от более светлого внешнего, между М3 и Сu1 образует V-образный изгиб внутрь.
В отличие от обыкновенной крапивницы сверху на переднем крыле чёрное дискальное пятно широко слито с чёрным пятном, лежащим между жилками крыла Сu2 и А, и образует зигзагообразную перевязь.

## Ареал
В России — южная часть долины Уссури, Южный Сахалин, Курилы. Встречается также в Японии.

## Биология
Бабочки летают в различных открытых биотопах, часто антропогенных. Зимуют бабочки, которые весной откладывают яйца.
Кормовое растение гусениц — крапива (Urtica). Молодые гусеницы живут на кормовых растениях группами, не расползаясь далеко друг от друга, а в последнем возрасте ведут одиночный образ жизни.